# Episodi di Lovesick (terza stagione)
La terza stagione della serie televisiva Lovesick è stata resa interamente disponibile sul servizio di streaming on demand Netflix il 1º gennaio 2018.
| n° | Titolo originale       | Titolo italiano    | Pubblicazione UK | Pubblicazione Italia |
| -- | ---------------------- | ------------------ | ---------------- | -------------------- |
| 1  | Andi and Olivia        | Andi e Olivia      | 1º gennaio 2018  | 1º gennaio 2018      |
| 2  | Bonnie                 | Bonnie             | 1º gennaio 2018  | 1º gennaio 2018      |
| 3  | Abigail (Again, Again) | Abigail (3ª parte) | 1º gennaio 2018  | 1º gennaio 2018      |
| 4  | Evie                   | Evie               | 1º gennaio 2018  | 1º gennaio 2018      |
| 5  | Martha                 | Martha             | 1º gennaio 2018  | 1º gennaio 2018      |
| 6  | Queen of Cups          | Regina di Coppe    | 1º gennaio 2018  | 1º gennaio 2018      |
| 7  | Tasha                  | Tasha              | 1º gennaio 2018  | 1º gennaio 2018      |
| 8  | Evie (Again)           | Evie (2ª parte)    | 1º gennaio 2018  | 1º gennaio 2018      |

## Andi e Olivia
- Titolo originale: Andi and Olivia
- Diretto da: Aneil Karia
- Scritto da: Tom Edge

### Trama
Il gruppo di amici accompagna Abigail ad un festival letterario, dove Luke prova a corteggiare le donne con la poesia e dove Angus e Holly scoprono le loro differenze.

## Bonnie
- Titolo originale: Bonnie
- Diretto da: Aneil Karia
- Scritto da: Andy Baker

### Trama
Il cugino di Evie arriva per la sua festa di addio al nubilato, che Dylan si è dimenticato di cancellare. Un pomeriggio di pettegolezzi e karaoke degenera in dispetto da ubrichi.

## Abigail (3ª parte)
- Titolo originale: Abigail (Again, Again)
- Diretto da: Aneil Karia
- Scritto da: Tom Edge

### Trama
Mentre è fuori per il suo compleanno, Luke segue un cantautore ma ci entra in competizione. Dylan, Evie ed Abigail provano a fare ordine nella loro ingarbugliata situazione.

## Evie
- Titolo originale: Evie
- Diretto da: Gordon Anderson
- Scritto da: Tom Edge

### Trama
Dylan, Evie e Luke esaminano minuziosamente le complicate conseguenze di una nottata brava al club. Intanto, Angus investe in un nuovo ed elegante materasso.

## Martha
- Titolo originale: Marta
- Diretto da: Gordon Anderson
- Scritto da: Mark Grimmer

### Trama
Una festa a sorpresa per i genitori di Dylan prende una piega imbarazzante. Luke e Jonesy provano qualcosa di nuovo. Angus segue un consiglio discutibile da un collega divorziato.

## Regina di Coppe
- Titolo originale: Queen of Cups
- Diretto da: Gordon Anderson
- Scritto da: Tom Edge

### Trama
Ad un carnevale di beneficenza, Jonesy ingaggia un organizzatore di incontri per Luke, Dylan e Evie visitano un veggente, e Angus mette gli occhi su un grande orso.

## Tasha
- Titolo originale: Tasha
- Diretto da: Aneil Karia
- Scritto da: Ed Macdonald

### Trama
Dylan scopre, e poi si nasconde da, Tasha, l'ultimo nome della sua lista di ex. La nuova relazione tra Evie e Dylan fa sentire Luke alla deriva.

## Evie (2ª parte)
- Titolo originale: Evie (Again)
- Diretto da: Gordon Anderson
- Scritto da: Tom Edge

### Trama
Alla rimpatriata del college, Luke trova un nuovo modo per evitare di fare i conti con i propri sentimenti, Angus valuta un'offerta d'affari, e Dylan incontra l'ex di Evie's.